# Pütürge (district)
Pütürge is een Turks district in de provincie Malatya en telt 22.810 inwoners (2007). Het district heeft een oppervlakte van 1038,9 km². Hoofdplaats is Pütürge.
De bevolkingsontwikkeling van het district is weergegeven in onderstaande tabel.
| 1997   | 2000   | 2007   |
| ------ | ------ | ------ |
| 26.539 | 28.382 | 22.810 |